# SDガンダム外伝 聖機兵物語
SDガンダム外伝 聖機兵物語編（エスディーガンダムがいでん せいきへいものがたりへん）は、バンダイの玩具カードダスを中心とした企画。騎士ガンダムシリーズの第三作である。

## 概要
騎士ガンダムシリーズの第三弾。登場人物は主に『機動戦士ガンダム0083』『機動戦士ガンダムF91』などのキャラクターや兵器がモデルになっている。また『ジークジオン編』、『円卓の騎士編』のキャラクターも多数登場している。
本作ではいわゆる巨大ロボットである機兵が登場、プラモデルの発売なども相まって人気となり、以降のSDガンダム外伝シリーズでも機兵またはそれに類するものが登場するようになった。外部展開として映画・設置型のアーケードゲームが作成された。
機兵含め以降の騎士ガンダムシリーズの基礎設定となる物語で、次回作『機甲神伝説』では再び同じ地域で、聖機兵物語とほぼ同一のキャラクターがそのまま移動。機兵という概念も以後現時点での最終話まで続く。
『SDガンダム外伝』は、カードダスおよびカードダスハーフ・漫画・アニメなどでそれぞれ設定が異なるので、本項ではカードダス・カードダスハーフの設定で統一し、漫画・アニメ等での設定は個別に記入する。
2010年には18年の時を経て、携帯電話アプリのゲームとしてバンダイナムコゲームスからリリースされている。基本システムは前作同様だが、機兵システムやifシナリオなど新たな要素もある。章ごとにシナリオが配信されており、2011年8月2日に機甲神伝説と共に完結を迎えた。

## あらすじ
復活の聖機兵
ラゴル地方、ダバード王国にネオジオン族の機兵軍団が襲ってきた。その惨状を知ったキングガンダムII世は、灼熱騎士F91と銀騎士ビギナ・ギナをダバード王国に派遣する。一方、伝説の聖機兵ガンレックスを狙うネオジオン族は、聖機兵の復活を目論み王家の谷に侵攻し、ルガシ村に駐在していたダバード王国の騎士、GP01とGP02がその場に駆けつける。シーブックの持ち出した鳴動の装備とセシリーの呪文により聖機兵が復活し、ダバードとネオジオンとの戦いに新たな局面を迎えることとなる。
聖機兵VS機兵軍団
聖機兵ガンレックスにより操手に選ばれた騎士ガンダムGP01。この機を逃すまいとネオジオン族に攻勢をかけようとするダバード王国のニナ女王。しかし、魔機兵ザマレド・マンサーの猛攻を受け、窮地に陥るガンレックス。ネオジオンも大攻勢をかけ、ダバード王国は危機を迎える。その時、ガンレックスは幻獣ジーグリフにより白金の盾を与えられ、ザマレド・マンサーを破壊する。だが、戦場から遠く離れたダバード城は火の海に包まれていた。
もう一つの聖機兵
ダバードを撤退し、アルマータ地方へと逃れたダバード軍。そこにラクロア騎士団が駆けつけ、ダバードに心強い味方が得られる。そこで、ガイアの大穴にもう1つの聖機兵が存在するという新たな情報が入る。GP01はガンレックスを駆りガイアの大穴へ急行する。そこには聖機兵ルーンレックスを発掘したネオジオンの大軍が待ち構えていた。ガンレックスとルーンレックスの戦いはガンレックスの勝利に見えたが、ルーンレックスの放った光によりガンレックスは何処へとも無く消えてしまっていた。
真聖機兵誕生
ネオジオンの侵攻により滅ぼされていく国々。起死回生を狙い、ダバードを中心とする連合軍は、ブリティス王国の円卓の騎士とラクロア騎士団の助力を得て、ネオジオンの本拠地を直接叩く決断をする。一方、異空間に飛ばされた騎士ガンダムGP01は、スペリオルドラゴンとの超融合により新たなる力を得て、ガンレックスを真聖機兵として進化させる。ところが、ネオジオン族総帥ジークカロッゾがルーンレックスの残骸と融合し、邪神機兵ルーンカロッゾとなって、ガンレックスの前に立ち塞る。全てのエネルギーを吸収する邪神機兵に対し、ガンレックスは決死の一撃を放つ。

## 登場人物
（）内はモデルとなったキャラクター

### ダバード王国
スダ・ドアカワールドでは辺境に位置するラゴル地方の国家。機械技術が発達した国であり、機兵と呼ばれる人型の巨大兵器を有している。
神が創ったとされる『聖機兵物語』の伝説が伝わっており、それを象徴する聖機兵ガンレックスとルーンレックスが国内の王家の谷とガイアの大穴に存在する。
騎士ガンダムGP01（ガンダムGP01)/バーサル騎士ガンダムGP01（ガンダムGP01Fb）
ダバード王国の騎士。王家の谷にネオジオンが襲撃の際、GP02の従者として現れるが聖機兵ガンレックスの操手に選ばれてしまう。ダバード王国陥落後に、騎士アムロよりバーサルの称号を授かり、真聖機兵の戦いに赴いた。初登場時のHPは2500。その後、聖機兵の操手となり、HP5000にまで急成長し、騎士団長アムロよりバーサル騎士の称号を与えられてHPは7000。最終決戦時にはスペリオルドラゴンと融合し、バーサルロードとなりHPは50000にまで上昇する。歴代シリーズ唯一、第一章で活躍が無く、いわゆる主役交代のような形で主役となったキャラクターである（第一章のみ灼熱騎士が主役）。
- 映画：耳飾を拾ったのは灼熱騎士ではなくGP01。詳しくは作中における裏話参照。カードダスでは従者であったが、ここでは同僚として扱われていた。
- 漫画：従者である事に間違いはない。しかし何の前触れも無く棚からぼた餅効果で操手となったため、ストーリーにおいて何故という目で見られる（同時に、漫画ではGP01成長物語的描写で進められた）。木の葉で敵を攪乱する剣法を使う。

元祖SD No.119/No.0049（バーサル騎士GP01 新No時の商品名は「伝説の騎士バーサルナイトゼフィランサス」）。
重騎士ガンダムGP02（ガンダムGP02）
ダバード王国最強と謳われる騎士であり、GP01の先輩。しかし、聖機兵操手が、自分ではなく、自身の従者であるGP01が選ばれたことであせりを覚え、そこをジークジオンに付け込まれて憑依されてしまう。初登場時のHPは3500で、その後ジークジオンの魂が宿る魔の盾を装備し3900に成長。最終決戦時にはHPは29000にまで成長し、ネオジオン族最強の重騎士アトミックガンダムと化していた。合成機兵ザマレド・キメラの操手として、ダバード軍の前に立ちふさがった。
- 映画：機兵と生身の差を見せ付けられ苛立っている所を、突然現れた盾に支配され姿を消す。その後ネオジオンとも関係なく単独で行動、パンゲア界にダバード軍を誘い込む。
- 漫画：忍邪機兵ラグルベ・レイによって魔の盾を与えられ正気を失う。その後、パンゲア界にF90一家を誘い込み、次元の狭間に飛ばそうとするが、マルスガンダムによって逆に飛ばされた。

吟遊騎士レッドウォーリアR（レッドウォーリア改）
アルマータ地方レガシムの自治領主。他国の者だがネオジオンの侵攻を受けたダバード王国騎士団に黄金機兵アルジャーノンと共に参加する。普段は華麗な騎士であるが、一度機兵に乗り込むと、他の追随を許さない勇猛さを見せる。HPは3500。
ブリティス王国の円卓の騎士である麗紅騎士レッドウォーリア・薔薇騎士ロゼッタガンダム両名とは遠縁にあたり、個人的肉親として両親と妹がいる。
- 映画：颯爽と初登場で薔薇が背景に出る。実は機兵とセットでのみ登場シーンが殆ど無い。ガイアの大穴にて、操手の降りた邪機兵ネオダークタイラントを機兵ムアルジでクレバスに叩き落し、最終決戦の際は、合成機兵ザマレド・キメラが機兵ネイルシザーをねじ伏せた際にその隙を突いてスーパーアルジャーノンで突撃するなど、機兵に乗った際の彼の行動は抜け目なく、とてもアグレッシブである。
- 漫画：バラバ平原での戦いの最中、家が代々機兵乗りの家系であると判明。白銀の盾を所有する権利は復活の呪文を唱えた者であり、言ったのは彼であるが、なぜかガンレックスに所有権が移ってしまった。その後はスーパーアルジャーノンを駆り、ネオジオンとの戦いに奮戦する。

騎士ガンダムGP03（ガンダムGP03S）
ダバード王国の騎士。女王ニナに命じられ、伝説の装甲馬車オーキスを探す旅をしている。ガンレックスが行方不明となり窮地に陥ったダバード軍に装甲馬車オーキスで駆けつけた。初登場時はHPは5000で、最終決戦時には装甲馬車オーキスに乗った状態の騎士ガンダムステイメンとしてMP150000にまで成長している。
- 映画：ガイアの大穴決戦直後のタイミングで駆けつける。
- 漫画：オーキス捜索中に『もう一つの聖機兵』の情報を見つけ、GP01に助言する。

闘士ガンキャノンM（量産型ガンキャノン）
ダバード王国の闘士。王家の谷付近に派遣された。HPは550で、ネオジオン族の闘士と戦うにはいささか力不足。
戦士パワードジム（パワード・ジム）
ダバード王国の戦士。HPは350と戦士としては低め。仲間がたくさんおり、人海戦術で戦う。剣と斧の二刀流で攻める。
戦士ジムカスタム（ジムカスタム）
ダバード王国の戦士。HPは290で、同僚のパワードジム以下。複数で行動し、個体としての非力さを補っている。
兵士ジムギブソン（ジム）
ダバード王国の兵士。HPは160で、王家の谷の警護に当たっている。
僧侶ジーキャノンマグナ（Gキャノン・マグナ）
ダバード王国の最高位僧侶。MPは3000を誇り、ネオジオン族の呪術師をも上回るほどの力量を持っている。ラクロア軍とともに最終決戦に臨む。
戦士ジムキャノンII（ジム・キャノンII）
ダバード王国の戦士。HPは600で、パワードジムやジムカスタムと同様に、複数の同種と行動する。斧の扱いが得意。バラバ平原に展開したネオジオン族の陸上歩兵部隊と対決する。
操手ジム（ジム）
アロウムアルジの操手。HPは150。
操手ジムR（ジム改）
機兵レプリガンの操手。HPは300。
女王ニナ（ニナ・パープルトン）
ダバード王国の女王。ネオジオン族に宣戦布告するが敗退し、ダバード城を陥落されてしまうものの、仲間達との協力を得て奮闘する。
- 映画：女王にふさわしい威厳を持ち前線に立つ。
- 漫画：かなりワガママ。

修理工シーブック（シーブック・アノー）
ルガシ村の少年。セシリーがネオジオン族にさらわれた際、村に代々伝わる鳴動の剣・盾・鎧を持ち出し王家の谷へ向かう。普段はダバード王国の機兵の修理を担当している。
- 映画：セシリーととても仲が良い。
- 漫画：鳴動の神器は村ではなく、シーブックの家に伝わっている

機械工レズリー（レズリー・アノー）
ルガシ村の機械工で白銀機兵ベガスジャーノンの製作者兼操手。シーブックの父親である。
- 映画：特に変わった描写は無い。
- 漫画：同上。

傭兵騎士マルスガンダム（ガンダムF90 2号機→ガンダムF90火星独立ジオン軍仕様)/騎士ガンダムF90II（ガンダムF90II）
礼金目当てにダバード王国に雇われていた傭兵。ダバード城陥落後、彼は勝ち目の薄いダバードを見限り、ネオジオンに寝返る。実は、円卓の騎士に登場したフォーミュラ一族の長男、騎士ガンダムF90IIで、諸事情によりブリティス王国滅亡前に出奔していた。戦いの最中、実の弟達と再会し、父親とのわだかまりも解け、本来の名前と共にダバード軍に参加する。
なお、カードダスにてマルスガンダムがどのような描写にて和解したのかは描写されておらず、ネイルシザーを操縦したのかもまた不明であり、最終決戦後に行方不明になったという記述は無い。初登場時のHPは4000で、その後「もう一つの聖機兵」編でネオジオン族に雇われたときには4200、家族の説得でダバード軍に再び帰ってきたときには8000になっていた。
- 映画：詳しくは作中における裏話を参照していただくが、彼がF90一族であるという描写は無い為（映画パンフレットの紹介欄でのみ記述）、最初からネオジオンに雇われていた。最終決戦にて、王国の騎士としての態度を汚したGP02に対し反感を抱き、レッドウォーリアRと共にGP02を倒すため共闘した。
- 漫画：第二章から何かの伏線あり人物として登場。最終決戦の最中、父であるF90と和解するが、合成機兵ザマレド・キメラを異次元へと飛ばそうとし、行方不明となる。

娘セシリー(ベラ姫) （セシリー・フェアチャイルド）

侍女マチルダ（マチルダ・アジャン）
セシリーの正体を知る侍女。HPは100。
家臣モーラ（モーラ・バシット）
女王ニナの家臣。気が強い女性。HPは80。
兵士キース （チャック・キース）

若者ジムマイケル（ジム）
機忍兵を目撃した村人。HPは10。
幻獣ジーグリフ
神の使いとされる神聖な獣。謎めいた言葉を残し、その場を去った。HPは1000。
騎士バニング（サウス・バニング）
サイドストーリー「遠国からの使者」の登場。ダバード王国からの特務使者

### ラクロア王国
ジオン族が復活したと聞き駆けつけたラクロア王国の騎士達。中心人物は、かつて騎士ガンダムと共に戦った者達である。アルマータ地方に敗走してきたダバード王国軍を温かく出迎える。
騎士団長アムロ（アムロ・レイ）
ラクロア王国の騎士団長。かつて共に戦ったアルガス騎士団を模した兜を身に付け、天馬ホワイトベースを駆り戦う。騎士GP01にバーサル騎士の称号を授けた。
νガンダムをベースにした鎧と、剣士ゼータの角飾り、闘士ダブルゼータの耳飾り、法術士ニューの口周りをモチーフとした兜を身につけている。
HPは2500だが、天馬ホワイトベースにまたがり、空から騎士団を指揮している時にはHP4000になる。
- 映画：ダバード軍と共にネオジオン軍との決戦に挑む。
- 漫画：ラクロア騎士団を率いて別働隊としてネオジオンの本拠地を目指す。途中で発見した魔の盾の力により、仲間と共にパンゲア界へ飛ばされる。

天馬ホワイトベース（ホワイトベース）
騎士団長アムロの駆る天馬。
- 映画：ネイルシザーを引きつけるなど戦場で大忙し。
- 漫画：出番なし。

操獣士インディガンダム
巨竜ティラノザクに跨り戦場を駆け巡る。本名ジムヘンソンジュニア。その名の通りジム族であるが、ガンダムの仮面を着けている。ジークジオン編では幼児→少年として度々登場している。最終決戦時のHPは555。
- 映画：ルーンカロッゾの無差別吸収時、ぽろっと仮面が取れ大慌てしていた。
- 漫画：外伝でとある探検の際、伝説の冒険家インディの秘宝のマスクを手に入れ、モンスターと心を通わせる能力を手に入れた。それ故、パンゲア界にてモンスターに食われかかったF90一家を助ける事が出来た。

ティラノザク
インディの駆るモンスター。インディと心を通わせ、共にネオジオン族と戦う。HPは4500で、ネオジオン族のヘビィモンスターよりも強力。ゲームではインディ専用の機兵扱い。
- 映画：ダバード城を炎上させた工作兵に噛み付いていた。
- 漫画：GP03をネオ・ジオン族の機兵から守る。

剛戦士ガンキャノン（ガンキャノン）
かつてサタンガンダムを一時的に宿した戦士。カードでは彼のみ最終章で登場。HPは3500と、以前よりはるかに成長しており、ラクロア一の怪力の持ち主という異名も相変わらずである。
- 映画：最終決戦で余所見をしている友軍を注意する。
- 漫画：出番なし。彼の代わりに衛士ジェガン (ジェガン)が活躍する。

僧正ドワーフガンタンク（ガンタンク）
僧侶ガンタンクが年を経た姿。髭を生やしている。MPは2000で、ラクロア一の魔力を持つが、自らが戦場に出ることはもうない。
- 映画：GP01とアムロが夢のお告げを受けていることを察知する。
- 漫画：カードダスの説明とは違い、アクティブに機兵倒す。

壺の精アラビアン・イルス（ダギ・イルス）
僧正ドワーフガンタンクの壺の精で、未来を予知する能力がある。MPは800。
剣士ハーディガン（ハーディガン）
ラクロア騎士団の剣士団。馬ベースジャバー（89式ベースジャバー）を駆る。

### ブリティス王国
ダバード王国からの救援要請により派遣されたブリティス王国の円卓の騎士達。
灼熱騎士ガンダムF91（ガンダムF91）/幻影騎士ガンダムRXF91（シルエットガンダム）
第一次派遣としてビギナ・ギナと共にダバード王国へ訪れる。王家の谷襲撃の際、ネオジオン族の機兵に対抗するため聖機兵に乗り込む。しかし、戦闘後に精神力を使い果たし昏睡状態に陥ってしまう。
後に幻影騎士として復帰し、駆けつけた円卓の騎士と共にネオジオン族に立ち向かう。HPは5000で、その後昏睡状態から回復したときにはHPは6000の幻影騎士として登場した。
- 映画：大人の都合により未登場。詳しくは作中における裏話参照。
- 漫画：ガンレックスに乗り込み、ジュニア三兄弟と共にガイアの大穴にいるGP01達の援軍に駆けつける。

銀騎士<シルバーナイト>ビギナ・ギナ（ビギナ・ギナ）
灼熱騎士の従者として共に登場する。敵軍に実兄がいたのだが再会したかどうかは記述なし。HPは1500で、かつてよりも大幅に低下している。
- 映画：大人の都合により未登場。詳しくは作中における裏話参照。
- 漫画：冒頭とガンレックス復活後に少しだけ登場。ガンレックスに試しに乗ってみたが動きもしなかった。実は前作で漫画の登場はなく、これが初登場。

剣士F90ジュニア（ガンダムF90S）、闘士F90ジュニア（ガンダムF90D）、法術士F90ジュニア（ガンダムF90A）
F91に続いてダバード王国に派遣されたF90一家のジュニア達。どうやら先遣隊らしく、法術士F90ジュニアの伝書ハロにより、残りの騎士達も救援に駆けつける。HP、MPは全員一律1000。
- 映画：大人の都合により未登場。詳しくは作中における裏話参照。
- 漫画：ガイアの大穴に駆けつける幻影騎士と一緒に登場。マルスガンダムが家出をした実の兄ではないかと動揺する。

キングガンダムII世（パーフェクトガンダム）
ブリティス王国国王にして円卓の騎士の首座。法術士F90ジュニアからの連絡を受け、国内に残る円卓の騎士全てを率いて登場した。前作円卓の騎士編の主人公。諸事情により、鎧のデザインが作画の度に変化している。幻影騎士と一緒でHPは20000を誇る。
- 映画：大人の都合により未登場。詳しくは作中における裏話参照。
- 漫画：本体到着前に物語が終わってしまったので未登場。

重甲騎士ガンダムF90（ガンダムF90V）
F90一家の長。国王と共にダバード王国の援軍に駆けつける。その際出奔していた長男F90IIと再会し、和解する。息子達と合わせて、HPは5000。
- 映画：大人の都合により未登場。詳しくは作中における裏話参照。
- 漫画：本体到着前の先遣隊として登場。息子達と共にネオジオンの本拠地を目指す。途中で正気を失ったGP02と遭遇し、魔の盾の力によりパンゲア界へ飛ばされた。

円卓の騎士達
キングガンダムII世に率いられし最強の騎士団。ネオジオンとの決戦の際に駆けつけ、機兵をものともしない活躍を見せつける。カードダスではキングガンダムII世&灼熱騎士ガンダムF91(幻影騎士ガンダムRXF91)とF90一家がそれぞれ独立している為、残る7人による総合イラストとなっているのでこの名称になっている。全員でHPは9000。
- 映画：大人の都合により未登場。詳しくは作中における裏話参照。
- 漫画：援軍として来るという描写のみで未登場。

### ネオジオン族
機兵技術の発達したロナ家を中心とした軍勢。ジオンの名を冠するネオジオン族を率いているが、その理由は次回作で明らかにされる。次回作では、国土を持たぬデラーズ王国を中心としたネオジオン族が登場するが、関連性は不明。総帥ジークカロッゾの指揮のもと、数多くの機兵を用いて世界各地へ侵略の魔の手を伸ばす。本拠地はパンゲア界で、かつてのムーア界と非常によく似た世界である。

#### 主要人物
総帥ジークカロッゾ（カロッゾ・ロナ)/鉄仮面バグカロッゾ（バグ+ラフレシア）
ネオジオン族の総帥で、機兵技術が著しく発達しているロナ家の当主。強い力を欲していたため、聖機兵復活の呪文が女性に継承されているロナ家に目を付けて接触してきたジークジオンの力を受け入れた。聖機兵の力を狙い、スダドアカワールドを征服しようと企む。4弾目で右に描かれているのは影武者でこれの正体がバグカロッゾである（『コミックボンボン』のQ&Aコーナーでは、「バグカロッゾはジークカロッゾの影武者である」と紹介されていた。『SDガンダム外伝メモリアルブック』でも本人ではなく影武者と解説している。）。映画版ではジークカロッゾ本人がバグカロッゾとなる。ジークカロッゾの脳をルーンレックスの残骸に融合移植、さらにパンゲア界の戦いで破壊された機兵の残骸も吸収して、ルーンカロッゾへと生まれ変わった。本人と影武者のカードMP49000、バグカロッゾのカードMP490000。
- 映画：最終決戦にて仮面を脱ぎ捨てバグカロッゾに変身。その直後にガンレックスを利用してルーンカロッゾへと生まれ変わった。
- 漫画：バグカロッゾにはならない。

軍師クワトロ（クワトロ・バジーナ）
ネオジオン族の軍師。背後に魔道士ララァの霊が映し出されており、ガンレックスの中から出てきた黄金の竜＝スペリオルドラゴンに心当たりがある。彼の正体と目的は次作へと持ち越される。本作のエピローグは馬に乗ったクワトロが夕日の下を歩く姿で締めくくられる。HPは490。
- 映画：ド・ズーカカスタムを駆るが戦場には赴かなかった。
- 漫画：バラバ平原での戦いにて、毒ガスを用いた作戦でダバード軍を窮地に追い詰める。その後は全く登場していない（次作も同じ）。

重騎士アトミックガンダム（ガンダムGP02）
魔の盾に憑依された重騎士GP02。残忍な性格に変貌しており、合成機兵ザマレド・キメラを駆り襲いかかってくる。戦いの後、行方不明となる。HPは29000を誇る。その盾に宿るものの正体は、次回作以降で明らかとなる。
- 映画：突如として現れた魔の盾に触れる。
- 漫画：忍邪機兵によって魔の盾が与えられる。

指揮官ザビーネ（ザビーネ・シャル+ベルガ・ギロス (鎧甲)）
ダバード侵攻軍の指揮を執る人間族の指揮官。ジークカロッゾの理想を盲目的に信じており、副官であるアンナマリーとともにダバード軍を迎え撃つ。HPは350。
副官アンナマリー（アンナマリー・ブルージュ+ダギ・イルス(鎧甲)）
指揮官ザビーネの忠実な副官。ザビーネに心酔しており、ジークカロッゾの理想に忠実なザビーネにどこまでもつき従う。HPは240。
公子ドレル（ドレル・ロナ）
ネオジオン族ロナ家の公子。聖機兵覚醒のカギを握る妹ベラ（セシリー）を詰問する。HPは200。
指揮官ガトー（アナベル・ガトー+ノイエ・ジール(鎧甲))/神官シーマ（シーマ・ガラハウ）
ネオジオン族の指揮官と神官。ジークカロッゾの理念を実現するべく、ガイアの大穴に眠る聖機兵を獲得しようとする。HPは1300。

#### 第一章
モンスターレッドザク（シャア専用ザク）
王家の谷周辺の荒野に生息しているモンスター。斧を持っているが、能力は低く、そのため群れで行動する。HPは140。種族としては、ゴブリンザクに近いとされている。
モンスターフラインググフ（グフ）
王家の谷付近を飛来するモンスター。皮膜を利用して、谷を滑空することができる。ちょこまかと動き回り、うっとうしいが、それほど強いモンスターではない。HPは280。
モンスターリビングゾン（デナン・ゾン）
王家の谷を荒らすものに襲い掛かるアンデッド。発掘現場に出現し、悪意ある発掘者たちを攻撃する。HPは360。
モンスタースペクターギャン（ギャン）
王家の谷を浮遊する呪縛霊。複数で出現し、いきなり目の前を横切るため、かなり驚かされるが、さほど強い霊ではないらしく、ある程度の能力がある騎士ならばたやすく倒せる。MPは420。種族としてはゴーストハンブラビに近い。
モンスターシャドーゲルググ（ゲルググ）
洞窟の中で突如出現する影だけの存在。実体がないため、なかなか攻めにくい相手。複数で行動する。MPは490。
ヘビィモンスターストームギャプラン（ギャプラン）
モンスターの中でも特に巨体なものをヘビィモンスターと呼称する。巨大な翼で突風を巻き起こし、洞窟への侵入者を吹き飛ばそうとする。HP1190とかなりの力を持つため、熟練の騎士でなければ、とても太刀打ちできないだろう。
兵士ズゴック（ズゴック）
ネオジオン族の最下級兵士。常に単体で行動する。王家の谷の聖機兵発掘隊に邪魔が入らないように見張っているが、戦闘はあまり得意ではない。盾を装備し、自慢の爪で戦う。HPは310。
戦士ハイゴッグ（ハイゴッグ）
ネオジオン族の最下級戦士。水中でも戦えるように強化訓練されており、突如湖から出現した。複数で行動する。HPは430。
戦士ゾゴック（ゾゴック）
ネオジオン族の下級戦士。HPは540で、闘士ガンキャノンMとも対等に戦える。頭部に多数の凶器を仕込み、さらに斧も扱える器用な戦士。
闘士プロトドム（プロトタイプドム）
ネオジオン族の闘士。王家の谷の聖機兵発掘隊を護衛している。やたら重量なハンマーを装備しており、敵を粉砕する。HPは650。
騎士オールドザク（ザクI）
ネオジオン族の騎士。地下への入り口で守りを固めている。ネオジオン族内では能力は低めだが、かなり慎重な姿勢で戦いに臨む。HPは590。
騎士アクトザク（アクト・ザク）
ネオジオン族の騎士。洞窟内でいきなり道をふさぐなど、オールドザクに比べて行動は大胆。HPは680で、オールドザクよりも能力は高い。
騎士ハンブラビ/モンスターマンタハンブラビ（ハンブラビ）
ネオジオン族の騎士。騎士にしては珍しく同種が3体もおり、二刀流を得意とする。HPは730で、単体でも結構強いうえに3体もいるので苦戦は必至。追い詰められるとマンタハンブラビに変身することも可能。変身後は990にまで上昇する。
僧侶アッガイ（アッガイ）
ネオジオン族の僧侶。地下通路を守る騎士たちを後方支援している。MPは640で、ネオジオン族の魔法使い系としては能力は低め。
呪術士ベルガ・ギロス/モンスターグレーターギロス（ベルガ・ギロス）
ネオジオン族の呪術士。王家の谷の最深部でガンダムたちを待ち構えている。魔力で盾を作り出すこともできる。自分の呪術ではガンダムたちを倒せないため、全ての魔力をパワーに変換し、モンスター化したが、力だけでは歯が立たなかった。MPは940で、変身後はHP1340まで上昇する。
- 漫画：炎の魔法を得意とするが、灼熱騎士F91に倒された。

忍バイアラン（バイアラン）
ネオジオン族の忍者。忍たちは隠密や破壊工作を得意としているため、積極的に攻めてくるということはないが、それでもHPは800と能力は高め。同じ忍マラサイとコンビを組むことが多い。
忍マラサイ（マラサイ）
ネオジオン族の忍者。忍バイアランとともに王家の谷で隠密活動を行っている。HPは900と、こちらの方が能力は高い。音もなく剣を抜き、素早い動きで翻弄する。
邪騎士<エビルナイト>バウ（バウ）
ネオジオン族の邪騎士。戦闘及び聖機兵発掘の指揮を執る。邪機兵ダークタイラントの操手で、聖機兵ガンレックスと戦い、追い詰めるものの、突如出現したスペリオルドラゴンの攻撃により邪機兵が半壊。撤退を余儀なくされた。その後汚名を返上するべく、ダークタイラントを改造・強化した邪機兵ネオダークタイラントに搭乗して再び立ちふさがるが、覚醒したルーンレックスにより、邪機兵ごと倒された。HPは4000〜4900で、ガンダム族と渡り合える程の能力を誇る。
- 映画：ガイアの大穴にてルーンレックスに乗り込もうとしたスキをつかれ、レッドウォーリアRの駆るムアルジに自分の専用機である邪機兵ネオダークタイラントをクレバスに叩き落とされ絶句する。カードと違い最後まで存命であり、邪機兵を失った後はド・ズーカに搭乗した。最終決戦時にて邪悪を退くバーサルロードスペリオルガンダムの光の中で消滅した。
- 漫画：目覚めたルーンレックスの攻撃により消滅する。

騎士トクワン（トクワン+ビグロ(シールド)）
ネオジオン族の人間族の騎士。HPは130で、戦士どころか、下級兵士にすら劣る。シリーズ全般を通してみても最弱クラスの騎士。
戦士デニム（デニム+ザクII(鎧甲)）
ネオジオン族の人間族の戦士。HPは110で、実力はトクワン以下。灼熱騎士の活躍に恐れおののいている。

#### 第二章
モンスターグールザク（ザクII）
バラバ平原で活動するアンデッド。やたら数が多いが、HPは180とかなり低く、よほどのことがない限り、脅威にはならないだろう。
モンスタースネイルギャロップ（ギャロップ）
バラバ平原でのみ確認されている子連れかたつむり。とにかく動きが鈍く、よほど近くに来ない限りは無視してもかまわないだろう。スラッグアジールに近い種族。HPは320。
モンスターアイアンアッシマー（アッシマー）
洞窟の中で待ち構えている屈強なモンスター。ストーンズサやヘビィグフのようにやたら表皮が硬く、なかなか思うようにダメージを与えられない。そのうえ数も多い。HPは550。動きは鈍いので、撤退するのも一つの手。
モンスターグリズリーザクIII（ザクIII）
荒野に出現する灰色熊。気性が荒く、獲物を見つけると目にもとまらぬ速さで襲いかかる。鋭い爪が最大の武器だ。HPは710。
モンスターヒドラグフ（グフ）
洞窟を住処にしている巨大なモンスター。ヒドラザクの強化種族で、ヒドラザク以上の巨体を誇り、能力も高い。複数の頭に思考能力があり、それぞれ独自に攻めてくるのも脅威。HPは940。ヘビィモンスターに次ぐ実力を持つ。
ヘビィモンスターパラスバジリスク（パラス・アテネ）
体内で強力な毒物を作り出せるモンスター。その吐息には猛毒が含まれており、人間族ならばわずかに吸っただけで死亡するほど。HPは1420で、ただでさえ手ごわいのに、毒を防ぐ手立てがない時に遭遇するとかなり危険。
ヘビィモンスターキメラ・ドーガ（ヤクト・ドーガ+ギラ・ドーガ）
ネオジオン族の技術と魔力により、複数のモンスターを合成させて造られた生物兵器。ダンジョン内部を守っており、HPは2140と、今までのモンスターと比べてけた外れに強い。それぞれの頭部から様々なブレスを放つ。
戦士ギャプラン（ギャプラン）
ネオジオン族の下級戦士。能力が低いため、複数で行動する。バラバ平原に展開された陸上歩兵部隊に所属する。HPは490。
戦士リゲルグ（リゲルグ）
ネオジオン族の中級戦士。二人一組で常に活動する戦士で、そのコンビネーション能力は高い。HPは870。
闘士バウンドドック（バウンド・ドック）
ネオジオン族の闘士。ジオン族の闘士ケンプファーやザビロニア帝国の闘士ギラ・ドーガといった、かつて最強クラスだった闘士達と同程度の能力を誇っている強敵。実力者ながら、決して油断することなく身構えて戦いに臨む。HPは1330。
騎士ガブスレイ（ガブスレイ）
ネオジオン族の騎士。騎士ハンブラビと同様に、3体で行動するタイプで、槍による攻撃で敵を正確に追い詰める。HPは1050と、個体としての能力も高い。
幽騎士<ゴーストナイト>R・ジャジャ(R・ジャジャ)
ジオン族の騎士で、ジークジオン直属のジオン親衛隊の一人。直属の指揮官ゼノンマンサと共に復活を遂げる。MPは1940と以前の詳しい能力値は不明だが、若干強化されている模様。
- 映画・漫画：未登場。

僧侶ガルスJ（ガルスJ）
ネオジオン族の僧侶。3体で行動し、自身の攻撃能力が乏しいため、他の騎士や戦士たちの援護を専門としている。MPは910と僧侶としては高め。
魔術士ハンマハンマ（ハンマ・ハンマ）
ネオジオン族の魔術士。ガルスJ達と共に、後方から援護している。MPは1730と、普通の魔術士では最強クラスの実力者だが、得意の魔法もガンダムたちに通用せず、狼狽している模様。バラバ平原で待ち受ける。
幽騎士<ゴーストナイト>ゼノンマンサ（クィン・マンサ）
かつてのジークジオンの側近であり、主と共にムーア界で滅び去ったジオン族の騎士。ネオジオン族の総帥ジークカロッゾの魔術により黄泉の世界より復活した。ガンダム族への復讐を誓い、騎士GP01を追い詰める。魔機兵ザマレド・マンサーを操りダバード軍を追い詰め、ガンダム族に復讐しようとする。MPは7200とかつての4倍を誇る。
- 漫画：ジークリフが与えた銅板を解読しようとするも、レッドウォーリアRに先に解読される。

シノビマスターダークキュベレイ（キュベレイMk-II (エルピー・プル機)）
ネオジオン族に与するシノビマスター。忍マラサイや忍バイアランのほか、下級の忍ガザ・D(ガザD)を従えている。異国生まれでありスダ・ドアカワールドの者では無い。忍部隊は直接的な戦闘よりも隠密行動による破壊工作を専門としている。HPは2600で、忍邪機兵ラグルベ・レイの操縦者。配下のガザ・Dはラグルウ、ラグルサをそれぞれ操縦する。ラグルとはスダ・ドアカワールドでは忍者を示す言葉らしい。結果的には聖機兵に倒されたものの、彼らの隠密活動や破壊工作が功を奏し、ダバード軍は敗走を余儀なくされる。
- 映画：
- 漫画：

#### 第三章
モンスターコボルドバルディ（ガルバルディβ）
ガイアの大穴地方の平原で、群れをなして生息している獣人族。数を頼りに攻めてくるのが特徴で、モンスターでありながら剣も使いこなせる賢い種族。HPは580。
モンスターポイズンドーガ（ギラ・ドーガ(レズン機)）
ガイアの大穴付近の荒野に生息しているモンスター。性質としてはアンデッドに近く、体から毒物を分泌して襲い掛かる。数も多いので、毒を防ぐ手立てがない時は、あまり相手にしたくはない。HPは640。
モンスターワイトゲルググ（ゲルググ）
シャドーゲルググの類縁種だが、こちらは単体で出現する。無数の人魂とともに出現し、生者に襲い掛かる。MPは760。
モンスターグフタウロス（グフ）
気性が荒い獣人族。集団で活動する習性があり、斧を頼りに攻めてくるが、その腕前はなかなかのもの。HPは820と、この地方のモンスターではかなり高め。
モンスターフロストドライセン（ドライセン）
ガイアの大穴「氷の間」の番人。外見からもわかるように、その性質はモンスターというよりもむしろ戦士や闘士に近く、長大な斧を振り回して侵入者を斬りつけてくる。「氷の間」を守るだけあって冷気には滅法強く、また自身も冷気を放つこともある。HPは930。
ヘビィモンスターワイバーンドック（バウンド・ドック）
ガイアの大穴に生息している巨大モンスター。その巨体はドラゴンに引けを取らないほどで、並の戦士ではまったく歯が立たないほど手ごわい相手。巨体ながら動きも素早く、そのうえ翼の突風とかぎ爪の二重攻撃を仕掛けてくるかなりの強敵。HPは3400と、いままでのモンスターの中では最強を誇る。
戦士デナン・ゲー（デナン・ゲー）
ネオジオン族の戦士。HPは1100を誇り、今までの戦士とは一線を画している。それだけに自信家でもあり、単体で行動することが多い。特殊な形状の武器を装備する。
闘士ゲルググマリーネ（シーマ専用ゲルググM）
ネオジオン族の闘士。ガイアの大穴付近の警護を任されており、HPは1600と個体としての能力もかなり高いのに、そのうえ複数で守りを固めている。長大な斧を軽々しく振り回す。
幽騎士<ゴーストナイト>ギャン(ギャン)
ジオン族の騎士。ジークカロッゾによって蘇った三人の幽騎士最後の一人。MPは1900。ジオン族の騎士ではあるが、ジークジオンの配下というよりも、サタンガンダムの部下といった方が正しい。他の二人とは異なり、装備は一新されている模様だ。
- 映画：魔の盾を手にパンゲア界に現れたGP02の前に立ちはだかり、斬りかかる。その後の行方は不明。
- 漫画：

騎士ベルガ・ダラス（ベルガ・ダラス）
ネオジオン族の騎士。ガイアの大穴の氷の間で待ち構えている。ネオジオン族の騎士の中ではかなりの実力者で、その能力は幽騎士R・ジャジャとギャンをも上回る。ガイアの大穴で聖機兵発掘を行っている部隊の護衛として、邪騎士バウを補佐する。HPは2400。
呪術士ハイゴッグ（ハイゴッグ）
ネオジオン族の呪術士。呪術士でありながらかなりの巨体を誇っている。ガイアの大穴で待ち受けている。MPは2700を誇り、今までの魔法使い系とは比較にならない魔力を持つ。GP01、GP02、GP03の3人について、「運命の三騎士」と呼んでいたが、この言葉の意味が明らかになるのは、次回作以降である。
操手ザク（ザクII）
雑機兵や工機兵の操手。HPは20。

#### 第四章
モンスターホブズゴック（ズゴック）
ネオジオン族の下級モンスター。パンゲア界に侵入したユニオン軍に突如襲いかかる。能力は低め。HPは490。
モンスターヴァルヴァロブスター（ヴァル・ヴァロ）
ジークカロッゾの居城への道を塞ぐ巨大ロブスター。巨体であることに驚かされるが、この段階ではそれほど手ごわい相手ではない。鋭いはさみが自慢。HPは630。
モンスターボーンガブスレイ（ガブスレイ）
ジークカロッゾの魔力によみがえったアンデッドモンスター。複数の腕と剣を振り回し、ひたすら攻撃してくる。数も多く、アンデッドながら連携攻撃が得意。MPは910。
モンスターヤクトグリフォン（ヤクト・ドーガ）
ジークカロッゾの居城の回廊で待ち構えるグリフォン。鋭い爪と素早い動きで侵入者をしとめるのが得意。HPは1230と、ヘビィモンスター並の力を持つ。
モンスターサーペントビグロ（ビグロ）
ジークカロッゾの居城の通路を塞ぐ醜悪な大蛇。目の前の獲物を頭から丸のみにしてしまう恐ろしいモンスター。普通のモンスターだが、ヘビィモンスター並の巨体と能力を誇る。HPは1400。
戦士ドラッツェ（ドラッツェ）
ネオジオン族の本拠地を守る上級戦士。普通の戦士の中では最強の能力を誇る実力者で、そのうえ仲間が何人もいるため、突破するにはかなりの労力が必要。HPは1900で、普通の闘士よりも能力が高い。
闘士ドムトローペン（ドム・トローペン）
ネオジオン族の本拠地を守る闘士。ネオジオン族最強の闘士で、単独で戦いを挑んでくる。HPは2400で、同じネオジオン族の騎士たちとも互角に渡り合える強敵。
騎士ベルガ・バルス（ベルガ・バルス）
ネオジオン族の騎士でジークカロッゾの側近の一人。ジークカロッゾの居城で守りを固めている。HPは3000で、普通の騎士でありながら、ザビロニア帝国のヤクトドーガ達をも凌ぐ実力者。側近ではあるが、ジークカロッゾの態度に疑念を抱いているところも。
騎士ビギナ・ゼラ(ビギナ・ゼラ)
ネオジオンに所属する騎士。一応ジークカロッゾの側近の一人だが、その正体は元ザビロニア帝国最強クラスの騎士、銀騎士ビギナ・ギナの兄。だが、カードダスそのものには詳しい記載はない。後に、「ナイトガンダム物語」で浪騎士ビギナ・ギナIIとして登場する。HPは3600と普通の騎士では最高値を誇る。
- 漫画：苛立ったジークカロッゾにより殺害される。

魔道士ザメル（ザメル)/ヘビィモンスタークラウドジール（ノイエ・ジール）
ネオジオン族の最高位魔道士。ジークカロッゾの側近で、軍師クワトロとともに作戦の指揮を執っていたが、最終決戦時にクワトロが行方をくらましてしまい、困惑している様子。その正体はヘビィモンスター・クラウドジール。雲も突き抜けるくらいの巨大なモンスターとなる。MPは4200〜4900。
- 漫画：マルスガンダムがF90一家の長男であることを知り、彼を人質にしてF90一家を食らおうとするが、インディガンダムに阻止される。

妖騎士<ファントムナイト>ガーベラテトラ（ガーベラ・テトラ）
ネオジオン族の妖騎士。邪騎士バウ亡き後の指揮官的な存在で、ジークカロッゾの側近中の側近。最終決戦にて魔機兵ガルゴテトラーを駆りダバード軍を苦しめる。HPは6000で、ネオジオン族の騎士の中では幽騎士ゼノンマンサを除けば最高の実力者。
- 映画：バウが生き残った為一士官として登場。

#### その他人物
暗騎士ダークゼッツー (ΖII)
「スーパーバーコードウォーリアーズ」の登場。
邪騎士バーザム (バーザム)
サイドストーリー「遠国からの使者」の登場。闇騎士ガンダムマークⅡの偽物の正体は、ザビロニア帝国残党を利用ではなく「ネオジオン族」の邪騎士でした。
ダバード国よりの使者をブリティスにたどり着く前に暗殺するため、ネオジオン族が送り込んだのが邪騎士バーザムです。ザビロニア残党を利用してネオジオン族の勢力拡大も狙っていました。
四元龍ハイドラゴン
サイドストーリー「遠国からの使者」の登場。邪騎士バーザムが使役しているネオジオン族のモンスターです。左右の4つの龍の頭部には、火、水、風、雷のエレメントを操ること。

### 神族
スペリオルドラゴン（Sガンダム）
スダドアカワールドの守護神。騎士GP01を真聖機兵の戦いへと導く。真聖機兵の決戦の際、バーサル騎士GP01と融合し、バーサルロードスペリオルガンダムとなる。今回は初登場時、ガンレックスの中から登場した。HPは15000で、かつてと同じ。
バーサルロードスペリオルガンダム（ガンダムGP01）
バーサル騎士GP01とスペリオルドラゴンが融合した姿。真聖機兵となったガンレックスを駆り、ルーンレックスとの決戦に挑む。HPは50000を誇る。

## 登場メカ

### 神族・聖機兵
聖機兵とは、ダバード王国に伝わる『聖機兵物語』に登場する伝説の巨人。古の時代に神が創った事、聖機兵は二体存在し何れ戦う定めであるという伝承以外は謎に包まれている。
聖機兵ガンレックス/真聖機兵ガンレックス
王家の谷に封印されていた聖機兵。剣・盾・鎧からなる鳴動の神器と、ロナ家に伝わる耳飾により起動する。
その搭乗には何らかの条件があり、騎士GP01だけが搭乗に成功する。鳴動の神器・耳飾を含めダバード各地にガンレックスの一部が隠されている。
ガイアの大穴にてルーンレックスとスダドアカワールドの未来をかけた真聖機兵の戦いに挑む。勝者となりルーンレックスの力を吸収、一時行方不明となるが真聖機兵として最終決戦でルーンカロッゾと決着をつけた。
初登場時の能力はMP65000で、その後邪機兵ダークタイラントを打ち破り、戦闘の経験を経てMP150000にまで成長。白金の盾を手に入れてMP300000にまで成長し、ルーンレックスとの戦いの後、一時期行方不明になるが、真聖機兵ガンレックスへと生まれ変わった時にはMPは500000になっていた。
- 映画：耳飾を拾ったのは灼熱騎士ではなくGP01。詳しくは作中における裏話参照。
- 漫画：フルパワーは出せないが幻影騎士(灼熱騎士)も搭乗可能。

装備
ライトソード - 真聖機兵時にスーパーライトソードにパワーアップする。
ライトシールド - 左腕に内蔵されている光の盾で、使用時に展開する。
ライトスピア - 右腕に収納されている光のスピア。使用時に先が形成され剣のように扱う。
白金の盾 - 3枚の銅板から現れたジーグリフより与えられた盾。表面にバリアのようなものを張り敵の攻撃を跳ね返す事ができる。
翼 - ガンレックスが成長することにより現れた飛行を可能にする翼。
元祖SD No.110（ガンレックス）、No.125（真ガンレックス）。
装甲馬車オーキス（オーキス）
ニナ女王の命により騎士GP03が探し続けていた伝説の装甲馬車。GP03の愛馬デンドロとビウムにより牽かれ、巨大なスピアによる突撃、魔砲弾による長距離攻撃を行い、その能力は並の機兵を凌駕する。その正体は後に明らかとなる。MPは150000で、馬車と言いながら、並の機兵では太刀打ちできない程の能力を誇る。
- 映画：ガイアの大穴決戦直後に駆けつける。
- 漫画：ガンレックスを失い、窮地に陥ったダバード連合軍の元に駆けつける。最終決戦において、ルーンカロッゾに苦戦するガンレックスを魔砲弾で援護する。

聖機兵ルーンレックス
ガイアの大穴に眠るもう一つの聖機兵。ネオジオンによる発掘作業の最中に目覚めた。操手を必要とせず、自己の意思で動く。真聖機兵となる戦いをガイアの大穴で繰り広げるが、GP01の力により進化したガンレックスにより敗北、自身のエネルギーを与える。しかし、その残骸はネオジオン族に回収・復元され、最終決戦の最中にジークカロッゾと融合し、邪神機兵ルーンカロッゾとなる。ルーンレックス時にはMPは300000。
- 映画：荒れ狂う破壊神として戦う。
- 漫画：聖機兵ルーンレックスとしての自我を持つ。

能力
ルーンレックス破壊光（-はかいこう） - 掌から放つ魔法弾。
機械兵士ガンキラー（ガンキラー）
ガイアの大穴に眠るルーンレックスを守る機械兵士。ルーンレックスを発掘したネオジオン族に襲い掛かるが、邪機兵ネオダークタイラントに蹴散らされた。詳しい能力は不明。
- 映画：ルーンレックス再起動時のエネルギーとなる。復活すると共にルーンレックス体内へ吸収された。
- 漫画：自我がある。

### ダバード王国
黄金機兵アルジャーノン/黄金機兵スーパーアルジャーノン（百式/百式改）
吟遊騎士レッドウォーリアRの駆る黄金機兵。スダ・ドアカワールドでは珍しい片刃の剣(日本刀のような形状)を装備した剣術による接近戦を得意とし、戦いにおいては先陣を切って行動する。その後、改修され、スーパーアルジャーノンとなる。初登場時にはMPは70000で、忍邪機兵ラグルベ・レイに敗北し、改修され、スーパーアルジャーノンに改造・強化された時にはMPは250000にまで成長していた。
- 映画：忍邪機兵ラグルベ・レイの奇襲により中破する。スーパーアルジャーノンはガイアの大穴決戦後、シーブックが届けに来る。最終決戦にて合成機兵ザマレド・キメラと激闘を繰り広げた。
- 漫画：忍邪機兵ラグルベ・レイの奇襲により中破する。スーパーアルジャーノン登場はガンレックス行方不明後なので詳しくは不明。

白銀機兵ベガスジャーノン
ダバードの機械工レズリーの駆る白銀機兵。MPは50000で、機兵としての能力は低いわけではないが、ネオジオン族の決戦時には、いささか力不足だったらしく死闘の末敗退し、操手のレズリーも負傷した。
- 映画：ダバード城を守っていたが機忍兵の奇襲を受け、これをしのぐがダバード城を陥落されてしまう。ガイアの大穴の戦い直後、スーパーアルジャーノンと共に駆けつけた。
- 漫画：ガンレックス行方不明後に登場。

雑機兵ムアルジ（ジム）
ダバード王国の一般機兵。メイスを装備し、追加装備で投石器も着けられる。あまり大きな活躍はしていないが、数が重要な戦争において、こうした量産機は重要な役割を担っている。MPは8000で、ネオジオン族の雑機兵ゲ・グーザよりも性能は劣る。その後、ダバード軍敗退後、改良が加えられてさまざまなタイプのムアルジが登場した。
- 映画：ガイアの大穴において、レッドウォーリアRが中破した愛機の代わりに乗り、操手の降りた邪機兵ネオダークタイラントをクレバスに叩き落とす。
- 漫画：気密性が無い為窮地に陥る。

機兵アルジャーノンEG
改修中の黄金機兵に代わり、レッドウォーリアRが搭乗する機体。アルジャーノンを参考に、ムアルジを改良して作られたが、能力はアルジャーノンの半分。MPは35000で、雑機兵との戦いには耐えられても、本格的な機兵戦では不利。
機兵レプリガン
ネオジオン族との決戦に備えて開発された高性能機兵。MPは100000を誇り、ダバード王国最強の能力を持つ。操手はジムR。予備兵が何体もいるのも強みの一つ。
弓機兵アロウムアルジ
クロスボウを備えたムアルジ。過去の敗北の経験から、さらに装甲を強化、結果MP70000とかつての7倍もの能力を誇る機体へと生まれ変わった。操手はジム。

### ネオジオン族
聖機兵を例外とすれば以後の作品まで含めても唯一ビームサーベルやビームシールドを装備した機兵を持っている。
邪神機兵ルーンカロッゾ
ネオジオン族の総帥ジークカロッゾが、大破した聖機兵ルーンレックスと融合した姿。己以外のあらゆる存在を吸収・巨大化し、破壊の限りをつくす。MPは999999。
- 映画：ダバード・ネオジオン問わず、あらゆる生命体、あらゆる無機質を取り込み成長する。
- 漫画：木々や大地といった生態エネルギーを際限なく吸収。

邪機兵ダークタイラント/邪機兵ネオダークタイラント(バウ)
邪騎士バウの駆る邪機兵。王家の谷にてガンレックス捕獲のために現れるが、ガンレックスから出現した光の竜の攻撃を受け中破する。その後、改修され邪機兵ネオダークタイラントとなり、ガイアの大穴のルーンレックス発掘中に出現したガンキラーの大群を撃退した。しかし、ルーンレックス復活の際に大破する。MPは130000で、ネオダークタイラントに改修された後にはMPは260000とかつての2倍の能力を誇った。
- 映画：バウが降り、ルーンレックスに乗り込もうとしたため、その隙をレッドウォーリアRの駆るムアルジにつかれて、クレバスの底に叩き落とされる。

忍邪機兵ラグルベ・レイ（キュベレイ）
シノビマスターダークキュベレイの駆る忍邪機兵。MPは130000で、邪機兵ダークタイラントと同程度。隠密行動による破壊工作が得意で、配下の忍者機兵と共に行動する。黄金機兵アルジャーノンを破壊し、ダバード城を陥落させたのもこの機体である。
機忍兵ラグルウ/ラグルサ（ザクII）
ネオジオン族の忍ガザ・Dが搭乗する機体。MPは40000で、忍邪機兵ラグルベ・レイの指揮の下、ダバード軍に襲い掛かる。機兵ながら忍術まで使える高性能機体。二体一組になって出撃する。
魔機兵ザマレドマンサー（クィン・マンサ）
幽騎士ゼノン・マンサに与えられた魔機兵。バラバ平原に展開したネオジオン軍の指揮を執る機体でもある。ガンレックスを圧倒し、追い詰めるが、白金の盾により新たな力を手に入れたガンレックスによって破壊される。MPは280000と強大な魔力を誇るが、白金の盾で魔力を中和されると能力は半減する。剣術だけではなく、右手から稲妻を放つ。
魔法
魔雷球サンダープラズマ - 魔法の雷球を発生させ相手に放つ。
合成機兵ザマレド・キメラ
重騎士アトミックガンダムの駆る機兵。ネオジオン族の技術力をすべて結集させて造り上げた機体で、ガンレックスとの戦いによって大破したネオダークタイラント、ラグルベ・レイ、ザマレドマンサーの三機を合成した機兵である。圧倒的な力を持ち、ダバード軍を窮地に追い詰める。MPは420000を誇り、ロナ派ネオジオン族の機兵の中では最強の力を持つ。
- 映画：スーパーアルジャーノンとネイルシザーが協力し、対抗してきたため、撃退される。
- 漫画：父と弟たちを護るべく、特攻したネイルシザーによって次元の狭間に飛ばされる。

魔機兵ガルゴテトラー（ガーベラ・テトラ）
妖騎士ガーベラテトラの駆る魔機兵。最終決戦にてダバード軍を苦しめる。MPは300000と、かつての魔機兵ザマレド・マンサーをも凌ぐ魔力を持つ。不気味な暗黒の魔法を操り、ダバード軍を追いつめる。
雑機兵ゲ・グーザ（ザクII）
ネオジオン族の雑機兵。メイスを基本装備とし、汎用性が高く、頭部に大砲を付け固定砲台としての運用も可能としている。MPは9000で、ダバード軍の雑機兵ムアルジよりも性能は高い。
岩機兵ロックゲ・グーザ
投石機を備えた機兵。ゲ・グーザの改良型で、最下級兵士ザクが一生懸命投石用の岩石をセットしている。MPは10000だが、あまり能力が向上しているとはいえない。
火機兵ファイヤーゲ・グーザ
砲火台を設置されたゲ・グーザ。ロックゲ・グーザに比べ、機体性能が大幅に向上し、MPは9倍の90000を誇る。最終決戦時に出撃し、ダバード軍と対峙する。
機兵ネイルシザー（ズゴック）
ネオジオン族の機兵。普通の機兵でありながら、その実力はダークタイラントやラグルベ・レイにも匹敵するほど。格闘・射撃・耐久性に優れており、その特性と体格を生かしたタックルは強力である。鋭い爪も強力な武器。MPは130000で、普通の機兵では最高の能力を持つ。
映画など多くの二次媒体ではマルスガンダムによって操縦されたとあるが、カードダスではそのような描写は無く一機兵の扱いである。
- 映画：マルスガンダム専用の機兵になっている。
- 漫画：家族を救うべく、マルスガンダムが搭乗。

工機兵ギ・ゾーン（ゾック）
ネオジオン族の工機兵。ルーンレックスを発掘していた。MPは13000。発掘の際にガンキラーにまとわりつかれ、身動きが取れなくなっていた。
- 映画及び漫画：ルーンレックス発掘時に突如出現したガンキラーによって工機兵部隊は壊滅状態に陥ることとなる。

機兵ド・ズーカ/機兵ネオド・ズーカ（ザクII）
ネオジオン族の機兵。邪騎士バウの指揮下にある。斧を基本装備としており、ネオジオン族の一般的な主力機兵となっている。映画ではネオダークタイラントを失ったバウが乗り込むこともあった。赤い色のド・ズーカカスタムという軍師クワトロ専用機も存在している。王家の谷でガンレックスと戦った機体はすべて半壊したため、改修されてネオド・ズーカとしてガイアの大穴に出撃した。MPは30000〜40000。
機兵ルゲルザ・ゾル (ゲルググ)

暗黒機兵ダークサラマンダー
暗騎士ダークゼッツーの駆る暗黒機兵。

## 作中における裏話
- 白銀機兵ベガスジャーノンは、カードダス発行500枚目を記念してコミックボンボンの一般読者から公募された特別機兵である。元々の名は「ラスベガスガンダム」と言い、ベガスジャーノンという名はこのもじりである。カードダスの裏は500枚目を記念して特別仕様となっている。

『聖機兵物語』は最初の聖機兵操手としてブリティス王国の円卓の騎士・灼熱騎士ガンダムF91が登場する。しかし、前作『円卓の騎士』が、「アニメーターがキングガンダムII世の絢爛豪華で事細かい鎧からおこるであろう膨大な作画量によって忙殺される」という理由によりアニメ版が製作されず、本作が映画化するにあたり、同じ理由によりこのキングガンダムII世を映画に出すわけにはいかなくなった。このためアニメ版には、灼熱騎士ガンダムF91をはじめとするブリティス王国のキャラクターの登場が見送られ、オープニングでナレーションと共に表示されるイラストだけに留まった。そして、F90三兄弟の兄である傭兵騎士マルスガンダムも、円卓の騎士たちの登場が見送られたため、映画本編での絡みも原作と大きく異なってしまい、ダバード王国・ネオジオン・改心後と三種あったデザインも、ネオジオン仕様以外は登場しない。
- SDコマンド戦記を含めた全レッドウォーリア一族において、薔薇を背景や武装に取り入れたのは、吟遊騎士が初めてである。麗騎士は華麗ではあるが、カードダス・コミック共々薔薇は出てこない。ゲーム版は聖機兵物語発表後に発売された為、麗騎士の薔薇は吟遊騎士からの影響をうけている。

## 漫画版
「SDガンダム外伝 騎士ガンダム物語」 ほしの竜一
ジークジオン編、円卓の騎士編より引き続き連載。

## アニメ版
『機動戦士SDガンダムまつり』の一編として1993年3月13日に劇場公開された。
1. 前編・復活の聖機兵と聖機兵VS機兵軍団
2. 後編・もう一つの聖機兵・真聖機兵誕生

プロローグでは円卓の騎士が活躍するイラスト、そしてエピローグには次回作・機甲神伝説について次回作が在るかのような映像が流された（実際には機甲神伝説のアニメ版は制作されていない）。そのイラストは、劇場で配られた特別カードダスと同じ物である。

### スタッフ
- 監督・脚本：アミノテツロー
- プロデューサー：内田健二 富岡秀行
- 企画：サンライズ
- 原作：矢立肇 富野由悠季
- 撮影：伊藤修一
- 美術：平田秀一
- 編集：ジェイ・フィルム
- 音楽：岡田徹
- 作画監督：広田正志 伊藤岳史

### 声の出演
- GP01：子安武人
- GP02：梅津秀行
- 女王ニナ：川村万梨阿
- アムロ：古谷徹
- クワトロ：池田秀一
- スペリオルドラゴン：松本保典
- シーブック：飛田展男
- セシリー：白鳥由里
- レズリー：沢りつお
- ジークカロッゾ：藤本譲
- バウ：江原正士
- マルスガンダム：戸谷公次
- レッドウォーリアR：梁田清之
- ゼノンマンサ：佐藤正治
- ジムカスタム：巻島直樹
- モーラ：折笠愛
- マチルダ：夏樹リオ
- インディガンダム：山崎たくみ

## ゲーム版
- 「SDガンダム外伝 ナイトガンダム物語 聖機兵と機甲神」

## そのほかの外部作品

### 聖機兵物語 バーニングアタック
バンプレストから1993年にメダル(コイン)を使用したアーケードゲームとして登場。物語はほしの竜一版を使用。対機兵を想定した内容で、プレイヤーはスロットを回して敵に攻撃し、敵のHPを0にすれば勝ちとなり設定されたメダルが払い戻される。メダルは3枚まで投入することが可能で、投入するごとにキャラクターが変化する。
ゲージは操手・武器・盾と分かれており、それぞれ攻撃力が設定されている。青(クリティカル)の絵柄が3つ揃うと必殺技を繰り出す。なお、SPECIALの絵柄を出すとゲーム終了後にラッキーチャンスとして、はずれ・ベット額と同額のメダル・特製のゴールドメダル1枚または2枚のいずれかが払い戻されるルーレットが行われる。
プレーヤーキャラクター
- 騎士ガンダムGP-01

使用必殺技『木の葉乱舞』
- 吟遊騎士レッドウォーリアR

使用必殺技『ゴールデンクラッシュ』
使用必殺技『バーニングアタック』
敵キャラクター
- 岩機兵ロックゲ・グーザ
- 工機兵ギ・ゾーン
- 機兵ド・ズーカ/機兵ネオド・ズーカ
- 機忍兵ラグルウ/機忍兵ラグルサ
- 忍邪機兵ラグルベ・レイ
- 魔機兵ザマレドマンサー

### スーパーバーコードウォーズSDガンダム外伝 聖機兵物語
バンダイより1992年に発売された電子ゲーム機用のカードセット。オリジナルキャラとして暗騎士（ダークナイト）ダークゼッツーと暗黒機兵ダークサラマンダーが登場する。
この二体は復刻カードダスやアプリ版で再度登場している。

### バトルドッジボールII
バンプレストが1993年7月23日に発売したスーパーファミコン用スポーツゲームソフト。2013年の時点では『バトルドッジボール』と並び唯一にして最後となる騎士ガンダムが自由に動き回るゲームである（『SDガンダム英雄伝』はあくまで機兵という部類）。
登場人物
- 騎士GP01（内野）
- レッドウォーリアR（内野）
- 騎士GP03（内野）
- 戦士ジムカスタム（外野）
- 聖機兵ガンレックス（騎士GP01のレベル2必殺技）
- 装甲馬車オーキス（騎士GP03のレベル2必殺技）

### SDガンダム外伝 ナイトガンダム物語 聖機兵と機甲神
バンダイナムコゲームスが2010年10月26日より配信開始した携帯電話向けロールプレイングゲーム。システムは携帯電話版『SDガンダム外伝 ナイトガンダム物語3 伝説の騎士団』（アプリ版の正式タイトルは『SDガンダム外伝 ナイトガンダム物語 円卓の騎士団』）をベースに、機兵の概念を新たに取り入れているのが大きな特徴。
敵機兵の鹵獲によるコレクション、乗り換えや装甲交換によるカスタマイズ要素などが用意されている。
ストーリーは聖機兵物語から続編の『SDガンダム外伝 機甲神伝説』までをカードダスのストーリーに則って展開されている。
本作オリジナル要素として、灼熱騎士F91が正式な操手となる「炎の真聖機兵ガンレックス」や、真聖機兵ガンレックスとオーキスが合体した「真聖機兵グレートガンレックス」、7体の機甲神が合体した「ファイナルガンジェネシス」などが登場する。
提供されているキャリアはdocomo、auとなっている。